# ميلاني برنيير
ميلاني برنيير (بالفرنسية: Mélanie Bernier)‏ هي ممثلة فرنسية، ولدت في 5 يناير 1985 في فرنسا.

## أعمال

### أفلام
- (2013) جبل طارق[4]

## وصلات خارجية
- ميلاني برنيير على موقع IMDb (الإنجليزية)
- ميلاني برنيير على موقع روتن توميتوز (الإنجليزية)
- ميلاني برنيير على موقع ألو سيني (الفرنسية)
- ميلاني برنيير على موقع أول موفي (الإنجليزية)
- ميلاني برنيير على موقع قاعدة بيانات الفيلم (الإنجليزية)
- ميلاني برنيير على موقع كينوبويسك (الروسية)